# Temple mormon de San Diego
Le temple mormon de San Diego est un temple de l'Église de Jésus-Christ des saints des derniers jours situé près de La Jolla, à San Diego, en Californie.

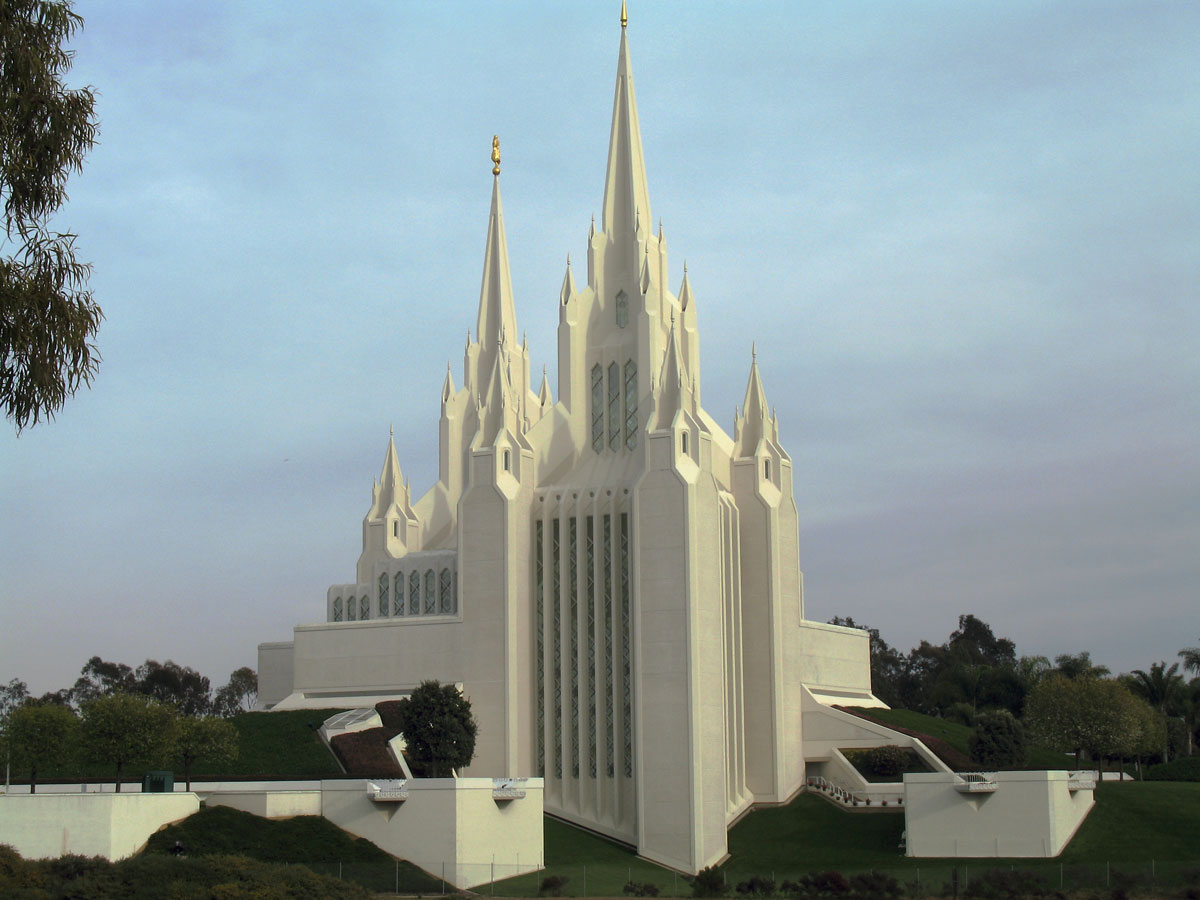
Temple mormon de San Diego.